# Maas- en Niersbode
De Maas- en Niersbode (of Maas- & Niersbode) is een regionale krant en huis-aan-huisblad uit Gennep.
De krant verscheen voor het eerst in 1848 en was al minstens sinds 1883 een weekblad. Tussen 1946 en 1972 verscheen de krant tweemaal in de week en hierna weer wekelijks. Het blad had ook de bijtitels Genneps Nieuws en Genneps Weekblad.
Sinds 1993 verscheen de Maas- en Niersbode ook in de gemeente Bergen als voortzetting van Grens- en Maas (editie Bergen). Tot 2005 was Janssen Pers uit Gennep de uitgever. Hierna ging het blad naar de Nederlandse Weekbladen Groep die in 2009 fuseerde tot A&C Media. Per 15 juli 2015 is de Maas- en Niersbode opgeheven en vervangen door de titel 1Gennep en later door Via.
Toen de uitgeverij Mediahuis besloot geen huis aan huis verspreiding meer te doen, is het weekblad -met steun van de gemeente Gennep die haar berichten hierin plaatst- weer heropgericht. Gestart is per 7 januari 2020.